# Antares 2
Anatres 2 – amerykański człon rakiet nośnych i jednocześnie silnik rakietowy. Używany od połowy latach 60. XX wieku do 1992 roku, przede wszystkim rakietach rodziny Scout. Spalał stały materiał pędny – człon był jednocześnie komorą paliwową silnika. Użyty około 136 razy.